# Dmitri Pakhomov
Dmitri Alekseyevich Pakhomov (tiếng Nga: Дмитрий Алексеевич Пахомов; sinh ngày 18 tháng 7 năm 1994) là một cầu thủ bóng đá người Nga thi đấu cho FSK Dolgoprudny.

## Sự nghiệp câu lạc bộ
Anh có màn ra mắt tại Giải bóng đá chuyên nghiệp quốc gia Nga cho FSK Dolgoprudny vào ngày 30 tháng 4 năm 2015 trong trận đấu với F.K. Saturn Ramenskoye.